# ヘンリー・レムゼン
ヘンリー・ヘンドリック・レムゼン（Henry Henderick Remsen, 1762年11月7日 - 1843年2月18日）は、アメリカ合衆国の政治家。

## 生涯
1762年11月7日、レムゼンはニューヨーク植民地のニューヨークにおいて、ヘンドリック・レムゼン (Hendrick Remsen, 1736-1792) の息子として誕生した。レムゼンは1775年から1783年まで大陸軍に所属し、独立戦争を戦った。
1784年3月2日、レムゼンはアメリカ合衆国外務省において外務次官に任命された。レムゼンは1789年7月27日の議会法 (1 Stat. 28) 施行に伴い、外務省（後に国務省に改称）の初代首席事務官に任命された。レムゼンは1789年12月31日まで首席事務官を務めた。